# São Miguel do Gostoso
São Miguel do Gostoso é um município brasileiro do estado do Rio Grande do Norte. Sua população, conforme o censo do IBGE de 2022, era de 10 221 habitantes.[carece de fontes?]
Foi desmembrado de Touros em 16 de julho de 1993 pela lei estadual 6 452 com o nome "São Miguel de Touros", sendo oficialmente instalado em 1° de janeiro de 1997. Posteriormente seria realizado um plebiscito acerca do nome do município, no qual os moradores votaram pela denominação "São Miguel do Gostoso", que foi oficializada pela lei estadual 7 938, de 4 de maio de 2001.

## Turismo

### Cinema
O destino está consolidado no mapa do cinema nacional, com a exibição de um festival único em todo o Brasil, a Mostra de Cinema de Gostoso, que exibe filmes a céu aberto em uma sala de cinema montada nas praias da cidade.

### Esporte
A cidade é famosa pelos seus ventos fortes e paralelos ao litoral na maior parte do ano, que permitem esportes náuticos sem o risco de que os praticantes sejam levados para longe da costa. Além dos bons ventos a temperatura da água é sempre agradável, mesmo no "inverno". Diversas escolas e clubes de kitesurf se espalham pela cidade atraindo pessoas de todo o mundo.
Os ventos alísios permitem que os esportistas façam longos passeios e campeonatos desde a cidade até o Ceará.

### Gastronomia
Os esportistas trouxeram a gastronomia na bagagem. Muitos restaurantes foram abertos, mas privilegiam os jantares, especialmente na famosa Rua da Xepa. Poucos restaurantes abrem para o almoço na dentro da cidade. Esta refeição pode ser apreciada em outros pontos como na Praia de Tourinhos, com muitas barracas na areia ou em alguns poucos restaurantes que estão próximos aos kite-centers.

### Fatos interessantes
A população local, seja de nativos ou de "forasteiros" adora assistir o pôr do sol. Muitas pessoas vão até a praia, com crianças e cachorros, para apreciar este momento. Em alguns pontos é possível ver o sol se pondo no mar, algo incomum na maior parte do litoral do Brasil.

## História

### Descobrimento do Brasil
Em agosto de 1501 a segunda expedição da Coroa Portuguesa chegou ao Brasil e aportou onde hoje é a Praia do Marco.
O explorador Américo Vespúcio passou pela região deixando um marco em pedra para delimitar as possessões definidas pelo Tratado de Tordesilhas. Ainda se pode ver uma réplica na beira do mar e o marco na bandeira do município. [carece de fontes?]

## Geografia
De acordo com a atual divisão territorial do Instituto Brasileiro de Geografia e Estatística (IBGE), vigente desde 2017, São Miguel do Gostoso pertence às regiões geográficas intermediária e imediata de Natal. Até então, com a vigência das divisões em microrregiões e mesorregiões, fazia parte da microrregião do Litoral Nordeste, que por sua vez estava incluída na mesorregião do Leste Potiguar.
Banhado a norte pelo Oceano Atlântico, São Miguel do Gostoso possui 19,51 km de litoral, formado pelas praias da Ponta do Santo Cristo, do Cardeiro, da Xepa, de Maceió, de Tourinhos, do Reduto e do Marco. Seus limites são Touros (sul e leste), Pedra Grande e Parazinho, os dois últimos a oeste. Sua área territorial é de 431,444 km² (0,817% da superfície estadual), dos quais 5,185 km² estão em área urbana (incluindo vilas e povoados). Está distante 107 km da capital do estado, Natal, e a 2 511 km da capital federal, Brasília.
O relevo de São Miguel do Gostoso está incluído na planície costeira, cujos terrenos são marcados pela presença de dunas móveis formadas pela constante ação eólica e, adentrando o continente, são sucedidos pelos tabuleiros costeiros, também chamados de planaltos rebaixados. Geologicamente, a maior parte do município se encontra em área de abrangência do Grupo Barreiras, constituída por sedimentos de arenito intercalados com argilito e siltito, oriundos do período Terciário. Apenas a porção sudoeste está sob influência da Formação Jandaíra, que pertence à Bacia Potiguar, onde podem ser encontrados sedimentos de calcarenito e calcilutito, formados na idade Cretácea.
Existem três classes de solos no município, predominando as areias quartzosas distróficas, caracterizando-se por serem altamente permeáveis e bastante drenados, porém pouco férteis. Na porção oeste está o solo podzólico vermelho amarelo equivalente eutrófico, com drenagem de moderada a boa e textura formada em parte por argila. Entre essas duas classes há uma pequena área de solonchak, com textura variável e um maior teor salino, sendo geralmente coberto pelos manguezais. Na nova classificação brasileira de solos, as areias quartzosas, tanto distróficas quanto marinhas, constituem a classes dos neossolos, enquanto os solos podzólicos e o solonchak são chamados de luvissolo e gleissolo, respectivamente.
Esses solos, em sua maioria, são cobertos por uma vegetação xerófila de pequeno porte, a caatinga, havendo ainda a formação de praias e dunas no litoral, os campos de várzeas em áreas úmidas, com a presença de herbáceas, e gramíneas semelhantes às do bioma do Cerrado. São Miguel do Gostoso possui todo o seu território na faixa litorânea de escoamento difuso, com pequenos corpos hídricos que escoam em direção ao oceano, sem que haja uma área de drenagem delimitada pelos divisores de águas como nas bacias hidrográficas.
Mesmo localizado no litoral, seu clima é semiárido, com chuvas concentradas no período de março a junho e elevado déficit hídrico. Segundo dados da Empresa de Pesquisa Agropecuária do Rio Grande do Norte (EMPARN), referentes ao período de 1963 a 1972, 1992 a 2010 e a partir de 2019, o maior acumulado de chuva em 24 horas registrado na cidade alcançou 163,8 mm em 23 de junho de 2024, seguido por 138,8 mm em 1° de abril de 1971, 111 mm em 13 de setembro de 1999 e 110,4 mm em 13 de março de 2020. O recorde de mês mais chuvoso da série histórica pertence a abril de 1965, com 396,4 mm. Desde novembro de 2019, quando entrou em operação uma estação meteorológica automática da EMPARN na cidade, a menor temperatura registrada em São Miguel do Gostoso ocorreu em 14 de julho de 2020 (19,8 °C) e a maior em 1° de março de 2022 (34,8 °C).
| Dados climatológicos para São Miguel do Gostoso                                                       | Dados climatológicos para São Miguel do Gostoso | Dados climatológicos para São Miguel do Gostoso | Dados climatológicos para São Miguel do Gostoso | Dados climatológicos para São Miguel do Gostoso | Dados climatológicos para São Miguel do Gostoso | Dados climatológicos para São Miguel do Gostoso | Dados climatológicos para São Miguel do Gostoso | Dados climatológicos para São Miguel do Gostoso | Dados climatológicos para São Miguel do Gostoso | Dados climatológicos para São Miguel do Gostoso | Dados climatológicos para São Miguel do Gostoso | Dados climatológicos para São Miguel do Gostoso | Dados climatológicos para São Miguel do Gostoso |
| Mês                                                                                                   | Jan                                             | Fev                                             | Mar                                             | Abr                                             | Mai                                             | Jun                                             | Jul                                             | Ago                                             | Set                                             | Out                                             | Nov                                             | Dez                                             | Ano                                             |
| --- | ----------------------------------------------- | ----------------------------------------------- | ----------------------------------------------- | ----------------------------------------------- | ----------------------------------------------- | ----------------------------------------------- | ----------------------------------------------- | ----------------------------------------------- | ----------------------------------------------- | ----------------------------------------------- | ----------------------------------------------- | ----------------------------------------------- | ----------------------------------------------- |
| Temperatura máxima recorde (°C)                                                                       | 34,4                                            | 34,3                                            | 34,8                                            | 34,6                                            | 33,4                                            | 34                                              | 33,5                                            | 33,8                                            | 33,6                                            | 33,9                                            | 34,1                                            | 34,4                                            | 34,8                                            |
| Temperatura mínima recorde (°C)                                                                       | 22,6                                            | 22,6                                            | 22,3                                            | 21,9                                            | 21,4                                            | 20,5                                            | 19,8                                            | 20,1                                            | 20,3                                            | 20,9                                            | 21,7                                            | 21,4                                            | 19,8                                            |
| Precipitação (mm)                                                                                     | 50,7                                            | 66,3                                            | 123,6                                           | 135,4                                           | 117,5                                           | 123,8                                           | 95,2                                            | 30,6                                            | 13                                              | 1                                               | 4,6                                             | 11,8                                            | 773,5                                           |
| Fonte: EMPARN (climatologia de precipitação: 1992-2010; recordes de temperatura: 07/11/2019-presente) |                                                 |                                                 |                                                 |                                                 |                                                 |                                                 |                                                 |                                                 |                                                 |                                                 |                                                 |                                                 |                                                 |

## Política e administração
A administração municipal se dá por um prefeito e uma câmara de vereadores, que representam os poderes executivo e legislativo, respectivamente, sendo todos eleitos pelo voto direto para mandatos de quatro anos. A câmara municipal é constituída por nove vereadores e, dentre suas atribuições, elabora e vota leis fundamentais à administração e ao executivo, especialmente o orçamento municipal.
As primeiras eleições municipais ocorreram em 1996, sendo eleito prefeito João Wilson Teixeira Neri, candidato único, empossado em 1° de janeiro de 1997, data da instalação do novo município, e reeleito para mais um mandato em 2000. Desde a criação do município, elegeram-se para o cargo de prefeito as seguintes pessoas:
| # | Nome                                  | Partido | Mandato               | Mandato                |
| # | Nome                                  | Partido | Início                | Término                |
| - | ------------------------------------- | ------- | --------------------- | ---------------------- |
| 1 | João Wilson Teixeira Néri             | PMDB    | 1° de janeiro de 1997 | 31 de dezembro de 2000 |
| 1 | João Wilson Teixeira Néri             | PMDB    | 1° de janeiro de 2001 | 31 de dezembro de 2004 |
| 2 | Miguel Rodrigues Teixeira             | PPS     | 1° de janeiro de 2005 | 31 de dezembro de 2008 |
| 2 | Miguel Rodrigues Teixeira             | PPS     | 1° de janeiro de 2009 | 31 de dezembro de 2012 |
| 3 | Maria de Fátima Tertulino Dantas Neri | PMDB    | 1° de janeiro de 2013 | 31 de dezembro de 2016 |
| 4 | José Renato Teixeira de Souza         | PSD     | 1° de janeiro de 2017 | 31 de dezembro de 2020 |
| 4 | José Renato Teixeira de Souza         | PSD     | 1° de janeiro de 2021 | 31 de dezembro de 2024 |
| 5 | Leonardo Teixeira da Cunha            | PSD     | 1° de janeiro de 2025 | Atualmente             |

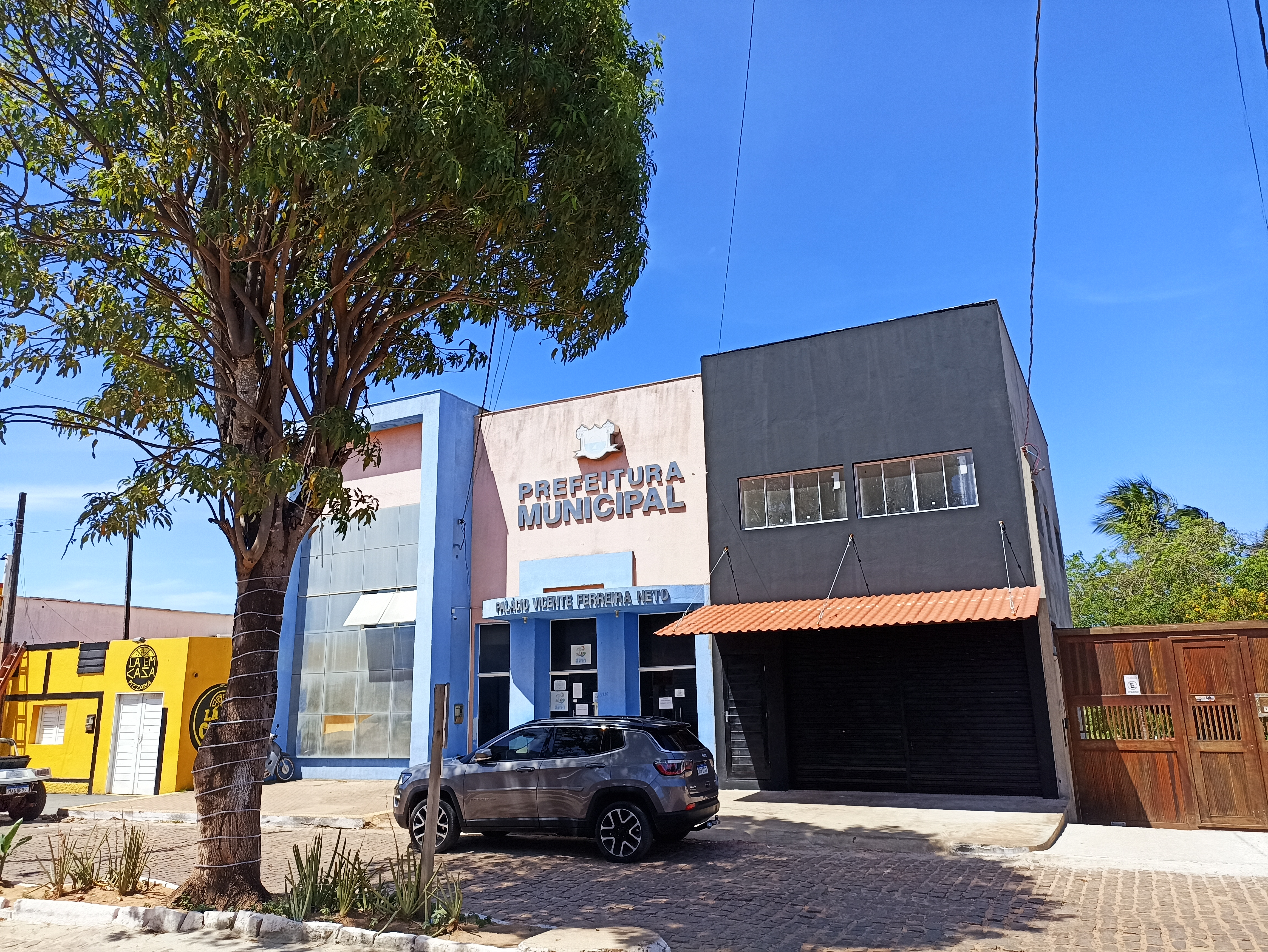
Palácio Vicente Ferreira Neto, denominação da sede da prefeitura de São Miguel do Gostoso

Além dos poderes, também existem alguns conselhos municipais em atividade, que atuam de forma independente; são eles: Alimentação Escolar, Assistência Social, Cultura, Direitos da Criança e do Adolescente, Desenvolvimento Rural, Educação, Habitação, Meio Ambiente Saúde, Segurança Pública e Tutelar. São Miguel do Gostoso se rege por lei orgânica, promulgada em 30 de junho de 1997, e é termo judiciário da comarca de Touros, de entrância inicial. Pertence à décima-quarta zona eleitoral do Rio Grande do Norte, possuindo, em dezembro de 2020, 7 266 eleitores, o que corresponde a 0,309% do eleitorado estadual.

## Cultura
A cultura do município é cheia de características muito forte. Formado por várias comunidades centenárias é marcante a presença da cultura indígena. Nos modos de fazer e ser tem a agricultura e pesca como principal atividade econômica das pessoas da zona rural e também da zona urbana que nos últimos anos teria se somado ao turismo. 
Em destaque: o cultivo da mandioca, a produção da farinha artesanal e a existência das casas de farinha; a confecção "às mãos" da renda denominada labirinto na pequena vila do Reduto; a Capelinha de Melão e do Pastoril, manifestações culturais que representavam festas em louvor a São João e ao nascimento do Menino Jesus, e o Boi de Reis, que recentemente deixou de existir meios às coisas novas e necessidade de fomentos à sua manutenção; na base da gastronomia afetiva a tapioca de coco (feita com amido de mandioca misturada com bastante coco e molhada no leite de coco, o beiju de massa de mandioca, o "gelé" de coco (um doce do coco gelatinoso e bastante consistente), o feijão branco no leite de coco ou feijão de coco e o "escadaréu", como é chamado o cozido de peixe recém-chegado do mar logo que os pescadores chegavam da pesca com roda de família e amigos dos pescadores; as festas juninas animadas com o forró de sanfona (e zabumba) que viravam noites; lendas como do Pai da Noite, Procissão das Almas, do "Carro de Lica" que fala de um carro que aparecia e sumia ao encontrar pessoas nas estradas à noite, que permearam às crenças e influenciaram modos de vida de populares. 

Na literatura gostosense encontra-se livros como: Cabeças de Vento e Latitude Cinco do escritor Emanuel Neri; o livro Etnomatemática do escritor Heldene Leicam que explora como a etnomatemática (a arte ou técnica de explicar e conhecer das crianças e adolescentes nativos, pode ser desenvolvida para criar currículos que enriqueçam o conhecimento matemático; Deninho e a Pecinha que Fazia Treco, Deninho e a Aventura da Inclusão e O Pequeno Ícaro e a Magia das Pequenas Coisas, livros de literatura infanto juvenil, também do escritor Heldene Leicam, leitura para crianças com personagens e elementos que valorizam a identidade local e regional.